# Marika Matsumoto
Marika Matsumoto (松本 まりか, Matsumoto Marika), née le 12 septembre 1984 à Tokyo (Japon), est une actrice japonaise.

## Filmographie sélective

### Cinéma
- 2005 : Mayonaka no Yaji-san Kita-san (真夜中の弥次さん喜多さん, Mayonaka no Yaji-san Kita-san?) de Kudo Kankuro
- 2005 : Noroi: The Curse (ノロイ, Noroi?) de Kōji Shiraishi
- 2006 : Réincarnation (輪廻, Rinne?) de Takashi Shimizu
- 2010 : L'Ultime Espoir (ヤマト, Space Battleship Yamato?) de Takashi Yamazaki
- 2017 : Confession d'il y a 22 ans, je suis un meurtrier (22年目の告白―私が殺人犯です―, 22 nenme no Kokuhaku: Watashi ga Satsujinhan desu?) de Yū Irie
- 2022 : La Voie du tablier (極主夫道, Gokushufudō?) de Tōichirō Rutō[1]

### Télévision
- 2016 : Suki na Hito ga Iru Koto (好きな人がいること?)
- 2017 : Midnight Diner (深夜食堂, Shinya shokudō?)